# Jan Nolmans
Jan Nolmans (Assent, 12 juli 1944) is een Belgisch voormalig wielrenner.
Nolmans werd beroepsrenner in 1964 de Flandriaploeg. Na twee seizoenen vertrok hij naar de ploeg Mann-Grundig waar hij nog drie jaar zou rijden. In zijn loopbaan won hij enkele wedstrijden waaronder de Tour du Nord en de Omloop Mandel-Leie-Schelde. Ook behaalde hij drie podiumplaatsen in etappes van de Ronde van Italië in 1966.

## Belangrijkste overwinningen
1962
- Grote Geteprijs

1963
- 4e etappe Tour du Nord
- Eindklassement Tour du Nord
- Eurométropole Tour

1965
- Omloop Mandel-Leie-Schelde
- Omloop Hageland-Zuiderkempen

1966
- 1e etappe Tour du Nord

1968
- 2e etappe deel b Ronde van België (ploegentijdrit met Herman Vanspringel, Jos Huysmans, Ludo Vandromme, Paul In 't Ven , Roger Rosiers, Walter Boucquet en Daniel Vanryckeghem)

## Resultaten in voornaamste wedstrijden
| Jaar | Milaan-San Remo | Gent-Wevelgem | Ronde van Vlaanderen | Brabantse Pijl | Omloop Het Volk |
| ---- | --------------- | ------------- | -------------------- | -------------- | --------------- |
| 1965 | 73e             |               | 29e                  |                |                 |
| 1966 | 25e             |               | 8e                   |                |                 |
| 1967 | 67e             | 51e           | 32e                  | 7e             | 4e              |